# 네덜란드해양대학교
네덜란드해양대학교(Netherlands Maritime University)는 네덜란드의 대학이다. 네덜란드 로테르담에 위치하고 있는 국제물류대학(Shipping & Transport College ; STC)은 물류기업인 STC그룹이 운영하며 4년제인 STC의 교직원은 420여 명, 재학생은 3800명이다. 네덜란드 교육·문화·과학부의 인가를 받은 유일한 해운, 운송, 물류대학이며 학비는 전액 무료다. STC그룹이 자문과 연구개발 활동으로 얻은 이익을 STC에 투자한다. 해양 전문 인력의 수요에 부응하기 위해 전라남도 광양시에 국제물류대학을 설립하여 대한민국 최초의 외국계 고등교육기관이자 해운물류특화대학이다.

## 연혁
- 1833년           로테르담시립해사학교 개교
- 1921년           로테르담항만훈련원 개원
- 1990년           6개 해운물류 전문교육기관을 통합하여 네덜란드해양대학교 국제물류대학으로 개편[4]
- 2004년 11월      STC그룹과 광양시청이 국제물류대학 광양분교 설립을 위한 MOU 체결
- 2007년 9월 10일 광양분교 개교[5][6]

## 광양 분교
전라남도 광양시 항만대로 465 월드마린센터 5층, 6층에 입주해 있다.
- 해운운송학 석사과정은 주 5일, 하루 8시간의 교육이 총 40주 동안 진행된다. 1년 동안 4개의 교육모듈 수업과 1년 수업 후 6개월 동안의 논문작성 기간으로 구성돼 있고 교육기간 동안 교육생은 선박과 운송/운송과 항만/해운경영/등 전문 교과과정을 이수하게 되며, 각각의 교육과정은 총 21개의 교과목으로 이뤄져 있다.[7]

## 사건·사고 및 논란

### 광양분교 폐교 신청
2013년 10월 10일 국회 교육문화체육관광위원회 유기홍 민주당 의원이 교육부로부터 제출받은 ‘국내 외국대학 운영 현황’에 따르면, 네덜란드해양대학교 국제물류대학 광양캠퍼스 측이 폐교를 신청하는 등 현재 운영되고 있는 3개 대학 모두가 정원을 절반도 못 채워 경영난을 겪는 것으로 나타났다.
대한민국 내 경제자유구역에는 △네덜란드해양대학교 국제물류대학 한국캠퍼스(STC-Korea) △독일 프리드리히 알렉산더 대학교 부산캠퍼스(FAU-부산) △미국 한국뉴욕주립대학교가 운영되고 있다. 이들 대학은 경제자유구역 ‘외국교육기관 설립운영에 관한 특별법’에 따라 2008년 이후 설립됐다. 정부와 지방자치단체는 외국 유학 대체효과 등을 기대하며 이들 대학의 설립기준을 국내 대학보다 완화하고, 법인세 면제, 예산 지원 등의 혜택을 제공했으며 2013년 10월까지 이들 대학의 국내 입주를 위해 투입된 정부·지방자치단체 지원액은 189억 원에 달한다.
그러나 한국뉴욕주립대학교 컴퓨터학과 박사과정을 제외하고 모두 정원을 절반밖에 채우지 못했으며 심지어는 정원이 100명인데 재학생이 불과 2명인 학과도 있다. 상황이 이렇다보니 네덜란드 국제물류대학은 2013년 5월 교육부에 폐교신청서를 제출한 것으로 확인됐다. 이 대학은 정원 40명의 해운운송학을 운영했지만 절반인 20명밖에 채우지 못했다. 프리드리히알렉산더대학교 부산캠퍼스도 100명 정원의 화학생명공학부를 개설, 운영했지만 정원을 38명밖에 채우지 못했다. 한국뉴욕주립대학교의 경우 100명 정원인 컴퓨터학과 석사과정생을 단 2명밖에 유치하지 못했다. 이 같은 경영난을 타개하기 위해 한국뉴욕주립대학교는 고액의 영어합숙캠퍼스를 불법 운영하다 교육부로부터 제재를 받은 일도 있었다.
유기홍 의원은 “외국대학 유치가 졸속으로 추진되면서 국민 혈세만 낭비했다”며 “면밀한 사전 수요조사와 설립승인 요건을 강화하는 등 제도적 보완이 필요하다”고 밝혔다.
한편, 2014년 3월 미국 조지메이슨대학교가 송도국제도시에 개교할 예정이고 미국 유타대학교, UCLA대학교, 영국 에버딘대학교 등 15개 대학이 설립 승인 심사 결과를 기다리고 있거나 설립 신청을 앞두고 있다.

## 같이 보기
- 한국뉴욕주립대학교
- 프리드리히 알렉산더 대학교